# Alaric Jackson
Alaric Jackson (Windsor, 14 luglio 1998) è un giocatore di football americano canadese che milita nel ruolo di offensive tackle per i Los Angeles Rams della National Football League (NFL).

## Carriera
Jackson firmò con i Los Angeles Rams dopo non essere stato scelto nel Draft NFL 2021. Alla fine del training camp riuscì ad entrare nei 53 uomini del roster per l'inizio della stagione regolare. Debuttò nella NFL il 31 ottobre 2021, giocando 9 snap in attacco contro gli Houston Texans. La sua stagione regolare si chiuse con 4 presenze. Il 13 febbraio 2022 scese in campo da subentrato nel Super Bowl LVI dove i Rams batterono i Cincinnati Bengals 23-20.

## Palmarès
- Super Bowl : 1

Los Angeles Rams: LVI
- National Football Conference Championship: 1

Los Angeles Rams: 2021